# Strymon dindus
Strymon dindus is een vlinder uit de familie van de Lycaenidae. De wetenschappelijke naam van de soort werd als Hesperia dindus in 1793 gepubliceerd door Johann Christian Fabricius.